# Яструб целебеський
Яструб целебеський (Accipiter nanus) — хижий птах роду яструбів родини яструбових ряду яструбоподібних.

## Опис
Це один із найменших яструбів. Його довжина сягає 23–28 см, розмах крил 44–54 см. Самки дещо більші за самців. За забарвленням подібний до винногрудого яструба, з темно-сірою спиною, грудьми персикового кольору і білосніжним животом. У молодих птахів верхня частина тіла рудувато-каштанова, а нижня частина білувата, поцяткована чорними смужками, особливо на грудях і боках.

## Поширення і екологія
Цей вид є ендеміком індонезійських островів Сулавесі і Бутон. Мешкає в гірських пралісах на висоті до 550 м над рівнем моря. На острові Бутон зустрічається на рівні моря. Харчується великими комахами (цикадами. кониками), равликами, невеликими птахами.

## Збереження
Це рідкісний птах. МСОП вважає, що стан збереження цього птаху близький до загрозливого. Основною загрозою є знищення середовищ проживання.